# Николау, Лакис
Лакис Николау (греч. Λάκης Νικολάου; род. 17 июля 1949, Иос, Южные Эгейские острова) — греческий футболист, выступавший на позиции защитника. В настоящее время он является медицинским директором афинского АЕК.

## Ранние годы
Николау родился 18 июля 1949 года на острове Иос. Он провёл школьные годы в Перистерионе и закончил среднюю школу в 1966 году в школе Анаргирио и Коргиаленио на Спеце, куда он был зачислен в качестве пансионера вместе со своим братом. Он начал играть в футбол в раннем возрасте, когда с друзьями и соседями они сформировали команду «Иродотос Перистери», играя товарищеские матчи с другими командами в этом районе. В этих матчах за ним наблюдали представители «Атромитос», которые подписали контракт в 1967 году. В «Атромитосе» он начал играть в качестве защитника, а затем в качестве нападающего из-за отсутствия в команде нападающих. Окончив среднюю школу, он смог поступить на математический факультет, но его большое желание изучать медицину заставило его бросить школу и поступить в Медицинскую школу Бари, с целью перевестись в Афинский университет, что он и сделал. Во время своего пребывания в Бари он играл за любительскую команду «Барлетта» в качестве либеро.

## Клубная карьера
В 1971 году, после 4 лет присутствия в линии нападения «Атромитоса», он вызвал интерес у крупных греческих клубов. В одном из матчей Атромитоса тогдашний тренер афинского АЕК Бранко Станкович и администратор клуба Стаматис Папастаматиу, наблюдавшие за матчем, были впечатлены игровым стилем Николау. Поэтому АЕК приобрел Никлау, пообещав 300 тысяч драхм в качестве подписной премии, которая так и не была ему выдана. В течение 3 лет он выступал в качестве нападающего, в то же время продолжая учебу в Медицинской школе. Такое сопоставление оказалось особенно трудным, поскольку обязательное посещение факультетских семинаров и обязательное посещение командных тренировок часто шли в ущерб друг другу. Эта двойная работа подвела Николау очень близко к уходу из АЕК в 1974 году, но при возможности подписания контракта с любым из их крупных конкурентов президент АЕК Барлос призвал его остаться в клубе. Николау согласился на условиях, что премия за подписание в 1971 году в размере 300 тысяч драхм будет выдана ему, и вернулся в команду, но размер оплаты оставался неизвестным до сегодняшнего дня. При Франтишеке Фадргонце он был перемещен в центр защиты, что дало АЕК усиление в защите на следующее десятилетие. Команда Барлоса и Фадргонца, где Николау был стартовым игроком, преуспела в Греции и за рубежом, дойдя до полуфинала Кубка УЕФА в 1977 году, выиграв 2 национальных чемпионата и 1 Кубок Греции. Защитное партнерство, которое он создал вместе с Петросом Равусисом, дополняющее друг друга, считалось одним из лучших оборонительных дуэтов в истории лиги. Он был объявлен «Спортсменом года» в 1974 и 1979 годах Всегреческой ассоциацией спортивной прессы. После ухода Мимиса Папаиоанну Николау стал капитаном команды на долгие годы. Летом 1980 года Николау решил завершить свою футбольную карьеру, оставшись в клубе только в качестве врача команды. Поскольку у АЕК возникли проблемы в середине сезона, Николау был срочно вызван тогдашним тренером Милтосом Папапостолу, чтобы тот снова надел футбольные бутсы и помог команде. Он согласился и выступал еще полтора сезона в желто-черной майке. Его последний матч состоялся 30 мая 1982 года против «Кастории».

## Карьера за сборную
Николау сыграл за сборную Греции (до 19 лет) 15 матчей, в том числе приняв участие на юношеском чемпионате Европы 1971 года в Чехословакии.
Дебютировал за национальную сборную Греции 8 сентября 1973 года в проигрышном товарищеском матче против сборной Франции (1:3). Был включён в состав на чемпионат Европы 1980 года в Италии. Всего Николау сыграл за сборную 15 матчей.

## Другие виды деятельности
За свою медицинскую карьеру Николау получил звание специалиста по ортопедии и был объявлен доктором Афинского университета в 1975 году. С 1983 по 1986 года Николау проходил дальнейшее обучение в Университете Дьюка в США в области спортивных травм и был награжден Американской ортопедической ассоциацией за свою новаторскую работу в области трансплантации крестообразной связки колена и многолетние исследования в области физиологии мышечных травм. В AEK он был командным врачом в течение ряда лет, а с 1987 года является главой медицинского отдела. С 1987 года его профессиональные отношения с ортопедической клиникой Медицинского центра привели к заключению соглашения о медицинском страховании между Центром и «Олимпиакосом», в результате чего он занимал должность главы медицинского департамента клуба с 2003 по 2009 года. Он был врачом национальной сборной Греции с 1982 по 1994 года, одновременно занимая пост президента Комитета по здравоохранению и, следовательно, члена Совета директоров в 1994—1995 годах.
8 октября 1997 года, после давления и финансовых проблем у афинского АЕК, он принял на себя обязанности президента клуба под руководством компании-владельца ENIC сроком примерно на год.

## Личная жизнь
С 1974 года он женат на своей возлюбленной Элени, у него трое детей и пятеро внуков.

## Статистика

### Клубная
| Клуб       | Сезон      | Лига         | Лига  | Лига | Кубок Греции | Кубок Греции | Европа | Европа | Балканский кубок | Балканский кубок | Итог  | Итог |
| Клуб       | Сезон      | Дивизион     | Матчи | Голы | Матчи        | Голы         | Матчи  | Голы   | Матчи            | Голы             | Матчи | Голы |
| ---------- | ---------- | ------------ | ----- | ---- | ------------ | ------------ | ------ | ------ | ---------------- | ---------------- | ----- | ---- |
| АЕК        | 1971/72    | Альфа Этники | 31    | 11   | 2            | 0            | 2      | 0      | 0                | 0                | 35    | 11   |
| АЕК        | 1972/73    | Альфа Этники | 31    | 5    | 1            | 0            | 4      | 2      | 0                | 0                | 36    | 7    |
| АЕК        | 1973/74    | Альфа Этники | 28    | 7    | 3            | 4            | 0      | 0      | 0                | 0                | 31    | 11   |
| АЕК        | 1974/75    | Альфа Этники | 32    | 2    | 3            | 0            | 0      | 0      | 0                | 0                | 35    | 2    |
| АЕК        | 1975/76    | Альфа Этники | 29    | 3    | 4            | 0            | 4      | 0      | 0                | 0                | 37    | 3    |
| АЕК        | 1976/77    | Альфа Этники | 27    | 0    | 3            | 0            | 10     | 0      | 0                | 0                | 40    | 0    |
| АЕК        | 1977/78    | Альфа Этники | 31    | 2    | 5            | 0            | 4      | 0      | 0                | 0                | 40    | 2    |
| АЕК        | 1978/79    | Альфа Этники | 28    | 1    | 6            | 0            | 4      | 1      | 0                | 0                | 38    | 2    |
| АЕК        | 1979/80    | Альфа Этники | 22    | 3    | 2            | 0            | 2      | 0      | 0                | 0                | 26    | 3    |
| АЕК        | 1980/81    | Альфа Этники | 12    | 0    | 4            | 0            | 0      | 0      | 0                | 0                | 16    | 0    |
| АЕК        | 1981/82    | Альфа Этники | 24    | 2    | 3            | 2            | 0      | 0      | 0                | 0                | 27    | 4    |
| Общий итог | Общий итог | Общий итог   | 295   | 6    | 36           | 6            | 30     | 3      | 0                | 0                | 361   | 45   |

1. ↑  Также включая матчи плей-оффа

### Международная
| Сборная | Год  | Матчи | Голы |
| ------- | ---- | ----- | ---- |
| Греция  | 1973 | 1     | 0    |
| Греция  | 1974 | 2     | 0    |
| Греция  | 1975 | 5     | 0    |
| Греция  | 1976 | 2     | 0    |
| Греция  | 1977 | 3     | 0    |
| Греция  | 1978 | 1     | 0    |
| Греция  | 1979 | 0     | 0    |
| Греция  | 1980 | 1     | 0    |
| Итог    | Итог | 15    | 0    |

## Достижения

### АЕК
- Чемпион Греции: 1977/78, 1978/79
- Обладатель Кубка Греции: 1977/78